# Gran Premio di Germania 1990
Il Gran Premio di Germania 1990 è stato un Gran Premio di Formula 1 disputato il 29 luglio 1990 allo Hockenheimring. La gara è stata vinta da Ayrton Senna su McLaren che ha preceduto al traguardo Alessandro Nannini su Benetton ed il suo compagno di squadra Berger.

## Prima della gara
La Coloni passa dai motori Subaru ai più competitivi Ford-Cosworth.

## Qualifica

### Prequalifiche
| Pos                        | No | Pilota             | Costruttore   | Tempo    | Distacco |
| -------------------------- | -- | ------------------ | ------------- | -------- | -------- |
| 1                          | 26 | Philippe Alliot    | Ligier-Ford   | 1:45.513 | —        |
| 2                          | 25 | Nicola Larini      | Ligier-Ford   | 1:46.186 | +0.673   |
| 3                          | 14 | Olivier Grouillard | Osella-Ford   | 1:46.828 | +1.315   |
| 4                          | 18 | Yannick Dalmas     | AGS-Ford      | 1:47.125 | +1.612   |
| Vetture non prequalificate |    |                    |               |          |          |
| 5                          | 17 | Gabriele Tarquini  | AGS-Ford      | 1:48.127 | +2.614   |
| 6                          | 33 | Roberto Moreno     | EuroBrun-Judd | 1:48.983 | +3.470   |
| 7                          | 31 | Bertrand Gachot    | Coloni-Ford   | 1:50.460 | +4.947   |
| 8                          | 34 | Claudio Langes     | EuroBrun-Judd | 1:50.897 | +5.384   |
| 9                          | 39 | Bruno Giacomelli   | Life          | 2:10.786 | +25.273  |

### Classifica
| Pos                     | No | Pilota             | Costruttore             | Tempo    | Distacco |
| ----------------------- | -- | ------------------ | ----------------------- | -------- | -------- |
| 1                       | 27 | Ayrton Senna       | McLaren - Honda         | 1:40.198 |          |
| 2                       | 28 | Gerhard Berger     | McLaren - Honda         | 1:40.434 | +0.236   |
| 3                       | 1  | Alain Prost        | Ferrari                 | 1:41.732 | +1.534   |
| 4                       | 2  | Nigel Mansell      | Ferrari                 | 1:42.057 | +1.859   |
| 5                       | 6  | Riccardo Patrese   | Williams - Renault      | 1:42.195 | +1.997   |
| 6                       | 5  | Thierry Boutsen    | Williams - Renault      | 1:42.380 | +2.182   |
| 7                       | 20 | Nelson Piquet      | Benetton - Ford         | 1:42.872 | +2.674   |
| 8                       | 4  | Jean Alesi         | Tyrrell - Ford          | 1:43.255 | +3.057   |
| 9                       | 19 | Alessandro Nannini | Benetton - Ford         | 1:43.594 | +3.396   |
| 10                      | 16 | Ivan Capelli       | Leyton House - Judd     | 1:44.349 | +4.151   |
| 11                      | 30 | Aguri Suzuki       | Larrousse - Lamborghini | 1:44.363 | +4.165   |
| 12                      | 29 | Éric Bernard       | Larrousse - Lamborghini | 1:44.496 | +4.298   |
| 13                      | 3  | Satoru Nakajima    | Tyrrell - Ford          | 1:44.650 | +4.452   |
| 14                      | 15 | Maurício Gugelmin  | Leyton House - Judd     | 1:45.193 | +4.995   |
| 15                      | 23 | Pierluigi Martini  | Minardi - Ford          | 1:45.237 | +5.039   |
| 16                      | 11 | Derek Warwick      | Lotus - Lamborghini     | 1:45.244 | +5.046   |
| 17                      | 8  | Stefano Modena     | Brabham - Judd          | 1:45.547 | +5.349   |
| 18                      | 10 | Alex Caffi         | Arrows - Ford           | 1:45.604 | +5.406   |
| 19                      | 9  | Michele Alboreto   | Arrows - Ford           | 1:45.755 | +5.557   |
| 20                      | 12 | Martin Donnelly    | Lotus - Lamborghini     | 1:45.790 | +5.592   |
| 21                      | 7  | David Brabham      | Brabham - Judd          | 1:46.110 | +5.912   |
| 22                      | 25 | Nicola Larini      | Ligier - Ford           | 1:46.187 | +5.989   |
| 23                      | 21 | Emanuele Pirro     | Scuderia Italia - Ford  | 1:46.506 | +6.308   |
| 24                      | 26 | Philippe Alliot    | Ligier - Ford           | 1:46.596 | +6.398   |
| 25                      | 36 | Jyrki Järvilehto   | Onyx - Ford             | 1:46.857 | +6.659   |
| 26                      | 35 | Gregor Foitek      | Onyx - Ford             | 1:47.209 | +7.011   |
| Vetture non qualificate |    |                    |                         |          |          |
| NQ                      | 14 | Olivier Grouillard | Osella - Ford           | 1:47.429 | +7.231   |
| NQ                      | 24 | Paolo Barilla      | Minardi - Ford          | 1:47.747 | +7.549   |
| NQ                      | 18 | Yannick Dalmas     | AGS - Ford              | 1:47.789 | +7.591   |
| NQ                      | 22 | Andrea De Cesaris  | Scuderia Italia - Ford  | 1:48.032 | +7.834   |

## Gara
La potenza del motore Honda si rivela determinante per l'esito della gara, che Senna vince davanti a Nannini ed al compagno di squadra Berger; Prost, quarto, perde la testa della classifica Piloti, conquistata al Gran Premio precedente.

### Classifica
| Pos      | No | Pilota             | Costruttore             | Giri | Tempo/Ritiro                    | Partenza | Punti |
| -------- | -- | ------------------ | ----------------------- | ---- | ------------------------------- | -------- | ----- |
| 1        | 27 | Ayrton Senna       | McLaren - Honda         | 45   | 1:20:47.164                     | 1        | 9     |
| 2        | 19 | Alessandro Nannini | Benetton - Ford         | 45   | + 6.520                         | 9        | 6     |
| 3        | 28 | Gerhard Berger     | McLaren - Honda         | 45   | + 8.553                         | 2        | 4     |
| 4        | 1  | Alain Prost        | Ferrari                 | 45   | + 45.270                        | 3        | 3     |
| 5        | 6  | Riccardo Patrese   | Williams - Renault      | 45   | + 48.028                        | 5        | 2     |
| 6        | 5  | Thierry Boutsen    | Williams - Renault      | 45   | + 1:21.491                      | 6        | 1     |
| 7        | 16 | Ivan Capelli       | Leyton House - Judd     | 44   | + 1 giro                        | 10       |       |
| 8        | 11 | Derek Warwick      | Lotus - Lamborghini     | 44   | + 1 giro                        | 16       |       |
| 9        | 10 | Alex Caffi         | Arrows - Ford           | 44   | + 1 giro                        | 18       |       |
| 10       | 25 | Nicola Larini      | Ligier - Ford           | 43   | + 2 giri                        | 22       |       |
| 11       | 4  | Jean Alesi         | Tyrrell - Ford          | 40   | Trasmissione                    | 8        |       |
| NC       | 36 | Jyrki Järvilehto   | Onyx - Ford             | 39   | Non classificato                | 25       |       |
| Ritirato | 29 | Éric Bernard       | Larrousse - Lamborghini | 35   | Pompa della benzina             | 12       |       |
| Ritirato | 30 | Aguri Suzuki       | Larrousse - Lamborghini | 33   | Frizione                        | 11       |       |
| Ritirato | 3  | Satoru Nakajima    | Tyrrell - Ford          | 24   | Motore                          | 13       |       |
| Ritirato | 20 | Nelson Piquet      | Benetton - Ford         | 23   | Motore                          | 7        |       |
| Ritirato | 23 | Pierluigi Martini  | Minardi - Ford          | 20   | Motore                          | 15       |       |
| Ritirato | 35 | Gregor Foitek      | Onyx - Ford             | 19   | Testacoda                       | 26       |       |
| Ritirato | 2  | Nigel Mansell      | Ferrari                 | 15   | Rottura dell'alettone anteriore | 4        |       |
| Ritirato | 15 | Maurício Gugelmin  | Leyton House - Judd     | 12   | Motore                          | 14       |       |
| Ritirato | 7  | David Brabham      | Brabham - Judd          | 12   | Motore                          | 21       |       |
| Ritirato | 9  | Michele Alboreto   | Arrows - Ford           | 10   | Motore                          | 19       |       |
| Ritirato | 12 | Martin Donnelly    | Lotus - Lamborghini     | 1    | Frizione                        | 20       |       |
| Ritirato | 8  | Stefano Modena     | Brabham - Judd          | 0    | Frizione                        | 17       |       |
| Ritirato | 21 | Emanuele Pirro     | Scuderia Italia - Ford  | 0    | Incidente                       | 23       |       |
| SQ       | 26 | Philippe Alliot    | Ligier - Ford           | 0    | Squalificato                    | 24       |       |
| NQ       | 14 | Olivier Grouillard | Osella - Ford           |      |                                 |          |       |
| NQ       | 24 | Paolo Barilla      | Minardi - Ford          |      |                                 |          |       |
| NQ       | 18 | Yannick Dalmas     | AGS - Ford              |      |                                 |          |       |
| NQ       | 22 | Andrea De Cesaris  | Scuderia Italia - Ford  |      |                                 |          |       |
| NPQ      | 17 | Gabriele Tarquini  | AGS - Ford              |      |                                 |          |       |
| NPQ      | 33 | Roberto Moreno     | EuroBrun - Judd         |      |                                 |          |       |
| NPQ      | 31 | Bertrand Gachot    | Coloni - Ford           |      |                                 |          |       |
| NPQ      | 34 | Claudio Langes     | EuroBrun - Judd         |      |                                 |          |       |
| NPQ      | 39 | Bruno Giacomelli   | Life                    |      |                                 |          |       |

## Classifiche

### Piloti
| Pos. | Pilota             | Punti |
| ---- | ------------------ | ----- |
| 1    | Ayrton Senna       | 48    |
| 2    | Alain Prost        | 44    |
| 3    | Gerhard Berger     | 29    |
| 4    | Nelson Piquet      | 18    |
| 5    | Thierry Boutsen    | 18    |
| 6    | Jean Alesi         | 13    |
| 7    | Alessandro Nannini | 13    |
| 8    | Nigel Mansell      | 13    |
| 9    | Riccardo Patrese   | 12    |
| 10   | Ivan Capelli       | 6     |
| 11   | Éric Bernard       | 4     |
| 12   | Stefano Modena     | 2     |
| 13   | Alex Caffi         | 2     |
| 14   | Satoru Nakajima    | 1     |
| 15   | Derek Warwick      | 1     |
| 16   | Aguri Suzuki       | 1     |

### Costruttori
| Pos. | Team                    | Punti |
| ---- | ----------------------- | ----- |
| 1    | McLaren - Honda         | 77    |
| 2    | Ferrari                 | 57    |
| 3    | Benetton - Ford         | 31    |
| 4    | Williams - Renault      | 30    |
| 5    | Tyrrell - Ford          | 14    |
| 6    | Leyton House - Judd     | 6     |
| 7    | Larrousse - Lamborghini | 5     |
| 8    | Brabham - Judd          | 2     |
| 9    | Arrows - Ford           | 2     |
| 10   | Lotus - Lamborghini     | 1     |

## Statistiche
- Primo giro più veloce: Thierry Boutsen

## Fonti
- Salvo dove diversamente indicato tutti i dati statistici sono tratti da  The Official Formula 1 website, su formula1.com. URL consultato il 5 agosto 2007

o da  GP Update.net , su f1.gpupdate.net. URL consultato il 25 aprile 2009